# Talang Buluh (Talang Kelapa)
Talang Buluh is een bestuurslaag in het regentschap Banyuasin van de provincie Zuid-Sumatra, Indonesië. Talang Buluh telt 2043 inwoners (volkstelling 2010).